# Eilema punctilineata
Eilema punctilineata là một loài bướm đêm thuộc phân họ Arctiinae, họ Erebidae.